# Isocapnia sibirica
Isocapnia sibirica is een steenvlieg uit de familie Capniidae. De wetenschappelijke naam van de soort is voor het eerst geldig gepubliceerd in 1955 door Zapekina-Dulkeit.